# 양돈산학협동연구회
양돈산학협동연구회는 산학협동하여 양돈분야의 연구개발, 양돈산업의국제 경쟁력을 강화하여 축산발전에 기여 목적으로 설립된 대한민국 농림수산식품부 소관의 사단법인이다.

## 주요 사업
- 양돈산업 기술개발과 연구, 양돈전문기술자 양성 및 연수원 설치운영, 연구도서 및 양돈기술도서의 발간 및 배부
- 양돈분야의 학술, 기술 및 정보교류, 학술발표회, 강연회 및 강습회, 연구, 기술 및 교육의 장려와 우수업적의 시상
- 양돈분야의 학계, 산업계, 국제간의 학술, 기술 및 정보교류
- 양돈산업 기술개발에 관련한 제반조사 연구과제의 용역사업
- 돈육생산 및 유통에 관한 자료수집과 분석 및 정보처리
- 해외 양돈산업진출 사업